# Pedro Cachín
Pedro Cachín (* 12. April 1995 in Córdoba) ist ein argentinischer Tennisspieler.

## Karriere
Pedro Cachín spielt hauptsächlich auf der ATP Challenger Tour und der ITF Future Tour. Nach Siegen beim Challengerturnier in seiner Geburtsstadt Córdoba im November 2014 gegen Horacio Zeballos, Martín Alund und Facundo Argüello und trotz einer Niederlage gegen Máximo González kletterte er in der Weltrangliste von Platz 307 auf Platz 268 und kam somit erstmals in die Top 300. Sein Debüt in der World Tour feierte er 2015 im Doppel in Buenos Aires. Im September des Jahres gewann er in Sevilla seiner ersten Titel auf der Challenger Tour. Zwei Jahre später war er bei dem gleichen Turnier im Doppel mit Íñigo Cervantes erfolgreich.

## Erfolge
| Legende (Anzahl der Siege) |
| Grand Slam                 |
| ATP Finals                 |
| ATP Tour Masters 1000      |
| ATP Tour 500               |
| ATP Tour 250 (1)           |
| ATP Challenger Tour (8)    |

| ATP-Titel nach Belag |
| Hartplatz (0)        |
| Sand (1)             |
| Rasen (0)            |

### Einzel

#### Turniersiege

##### ATP World Tour
| Nr. | Datum         | Turnier | Belag | Finalgegner          | Ergebnis      |
| --- | ------------- | ------- | ----- | -------------------- | ------------- |
| 1.  | 23. Juli 2023 | Gstaad  | Sand  | Albert Ramos Viñolas | 3:6, 6:0, 7:5 |

##### ATP Challenger Tour
| Nr. | Datum              | Turnier       | Belag | Finalgegner         | Ergebnis       |
| --- | ------------------ | ------------- | ----- | ------------------- | -------------- |
| 1.  | 12. September 2015 | Sevilla       | Sand  | Pablo Carreño Busta | 7:5, 6:3       |
| 2.  | 11. April 2021     | Oeiras        | Sand  | Nuno Borges         | 7:64, 7:63     |
| 3.  | 17. April 2022     | Madrid        | Sand  | Marco Trungelliti   | 6:3, 6:73, 6:3 |
| 4.  | 8. Mai 2022        | Prag          | Sand  | Lorenzo Giustino    | 6:3, 7:64      |
| 5.  | 10. Juli 2022      | Todi          | Sand  | Nicolás Kicker      | 6:4, 6:4       |
| 6.  | 21. August 2022    | Santo Domingo | Sand  | Marco Trungelliti   | 6:4, 2:6, 6:3  |

### Doppel

#### Turniersiege
| Nr. | Datum             | Turnier | Belag | Partner         | Finalgegner                       | Ergebnis          |
| --- | ----------------- | ------- | ----- | --------------- | --------------------------------- | ----------------- |
| 1.  | 8. September 2017 | Sevilla | Sand  | Íñigo Cervantes | Iwan Gachow David Vega Hernández  | 7:65, 3:6, [10:5] |
| 2.  | 24. Juli 2021     | Tampere | Sand  | Facundo Mena    | Orlando Luz Felipe Meligeni Alves | 7:5, 6:3          |

## Abschneiden bei Grand-Slam-Turnieren

### Einzel
| Turnier         | 2015 | 2016 | 2017 | 2018 | 2019 | 2020 | 2021 | 2022 | 2023 | 2024 | Karriere |
| --------------- | ---- | ---- | ---- | ---- | ---- | ---- | ---- | ---- | ---- | ---- | -------- |
| Australian Open | —    | —    | —    | —    | —    | —    | —    | Q2   | 1    | 1    | 1        |
| French Open     | —    | —    | —    | —    | Q1   | —    | —    | 2    | 2    |      | 2        |
| Wimbledon       | Q1   | —    | —    | —    | Q1   |      | —    | Q2   | 1    |      | 1        |
| US Open         | —    | —    | —    | —    | Q1   | —    | —    | 3    | 1    |      | 3        |

Zeichenerklärung: S = Turniersieg; F, HF, VF, AF = Einzug ins Finale / Halbfinale / Viertelfinale / Achtelfinale; 1, 2, 3 = Ausscheiden in der 1. / 2. / 3. Hauptrunde; Q1, Q2, Q3 = Ausscheiden in der 1. / 2. / 3. Qualifikationsrunde; nicht ausgetragen